# UOL Messenger
UOL Messenger foi um mensageiro instantâneo multiprotocolo de código aberto desenvolvido pelo UOL, que utiliza os protocolos .NET Messenger Service do Windows Live Messenger, o XMPP do Google Talk e o OSCAR do ICQ. O software também se conecta ao serviços UOL Voip, Jabber e Yahoo! Messenger.
O aplicativo se encontrava em fase de testes, e teve seu lançamento feito no dia 21 de novembro de 2006. O UOL Messenger foi criado apenas para computadores que rodam o sistema operacional Windows, com a desenvolvedora recomendando o Pidgin e o Audium para as plataformas Linux e Mac OS, respectivamente. O site do aplicativo atualmente se encontra fora do ar.